# State Bank of India
State Bank of India (SBI) is de grootste bank van India. De bank heeft haar hoofdkwartier in Mumbai en is een staatsbedrijf.

## Activiteiten
De SBI levert een groot aantal bankproducten via verschillende takken in India en daarbuiten. SBI is de grootste bank van het land en heeft ongeveer een kwart van de nationale bankmarkt in handen. Het telt zo’n 450 miljoen klanten en het heeft een netwerk van 22.000 kantoren. Buiten India heeft het 229 vestigingen in 31 landen. Naast de bankactiviteiten heeft het ook belangen in diverse verzekeringsmaatschappijen. De regering van India heeft een meerderheidsbelang in SBI.
De voorzitter van de SBI wordt voor een periode van vier jaar gekozen. Van 7 oktober 2013 tot oktober 2017 was Arundhati Bhattacharya de eerste vrouwelijke voorzitter van de bank. De huidige voorzitter is Dinesh Kumar Khara, zijn termijn begon in oktober 2020. SBI telde per 31 maart 2021 zo’n 245.000 werknemers, waarvan een kwart vrouw is.
De bank heeft een gebroken boekjaar dat stopt per eind maart.
De aandelen van de SBI zijn genoteerd aan de Bombay Stock Exchange, en maken deel uit van de BSE Sensex-aandelenindex, en de National Stock Exchange of India waar het onderdeel is van de Nifty index. Op de London Stock Exchange worden Global Depository Receipts (GDR's) verhandeld, waarbij een (1) GDR 10 gewone aandelen SBI vertegenwoordigt.
De grootste concurrent van SBI is de ICICI Bank, die in particuliere handen is.

### Internationaal

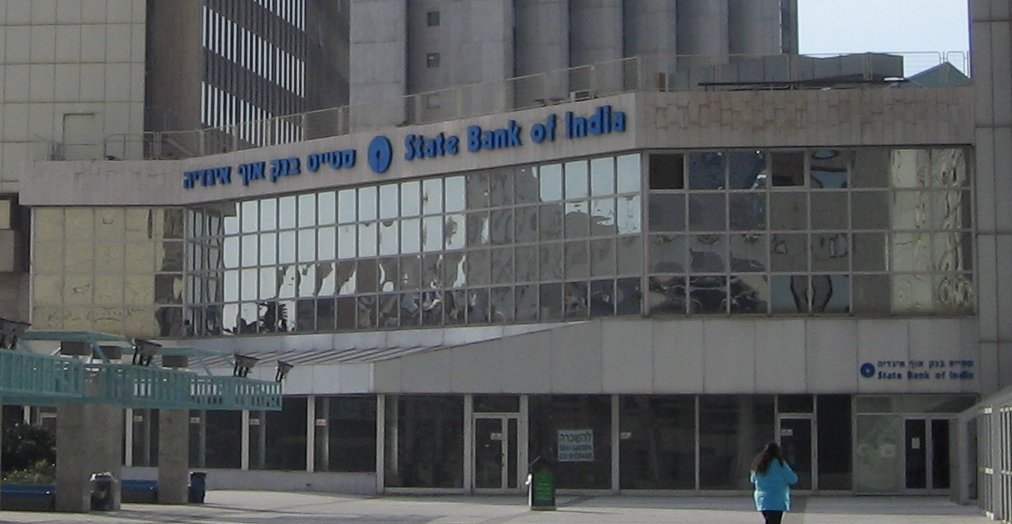
Vestiging in Israël van de State Bank of India

Per 31 december 2009 had SBI 151 overzeese kantoren, verspreid over 32 landen. Vestigingen van de bank zitten onder andere in Colombo, Dhaka, Frankfurt am Main, Hongkong, Teheran, Johannesburg, Londen, Los Angeles, Muscat, New York, Osaka, Sydney en Tokio.
In 1982 richtte de bank een vestiging op in Californië: State Bank of India (California). Deze tak groeide later door naar 10 filialen, waarvan een in Washington.
SBI bezit 55% van de NepalSBIBank, 60% van de Commercial Bank of India in Moskou en 76% van de PT Bank Indo Monex in Indonesië.

## Geschiedenis
Op 2 juni 1806 werd de eerste voorloper van de State Bank of India, toen de Bank of Calcutta en later omgedoopt tot Bank of Bengal, opgericht. Na de Bank of Bengal werd de Bank of Bombay opgericht op 15 april 1840 gevolgd door de Bank of Madras per op 1 juli 1843. Alle drie werden opgericht met een royal charter en kregen het exclusieve recht om papiergeld uit te geven. Het waren naamloze vennootschappen met 80% private aandeelhouders. Dit duurde tot 1861 toen de Paper Currency Act werd aangenomen en het recht om bankbiljetten uit te geven overging naar de regering van India. De drie banken op 27 januari 1921 en gingen verder onder de naam Imperial Bank of India. De Imperial Bank of India bleef een naamloze vennootschap waarin de overheid geen aandelen had.
In 1947, het jaar dat India onafhankelijk werd, telde de Imperial Bank of India 247 vestigen en nog 200 kleinere kantoren in het land.
In 1955 werd de State Bank of India Act aangenomen, de centrale bank in India, de Reserve Bank of India, kreeg een controlerend aandelenbelang in de Imperial Bank of India. Op 1 juli 1955 werd de naam van Bank of India gewijzigd in de State Bank of India (SBI). In 2008 nam de regering van India deze aandelen over om belangenconflicten weg te nemen. De Reserve Bank of India was aandeelhouder. Maar ook regelgevende en controlerende autoriteit voor het bankwezen van het land is en deze combinatie was onverenigbaar.
In 1959 werd de State Bank of India (Subsidiary Banks) Act aangenomen. Acht banken werden dochterondernemingen van SBI. In het eerste vijfjarenplan, dat prioriteit gaf aan de ontwikkeling van het platteland van India, werd het bereik van de SBI in het platteland uitgebreid. Dit waren State Bank of Bikaner & Jaipur, State Bank of Hyderabad, State Bank of Indore, State Bank of Mysore, State Bank of Patiala, State Bank of Saurashtra en de State Bank of Travancore. Later werden nog een diverse kleinere banken overgenomen die in financiële problemen waren geraakt en op deze wijze gered werden. Veel van deze banken zijn volledig geïntegreerd in SBI.
Op 13 september 2008 fuseerde de State Bank of Saurashtra met de SBI.

## Gerelateerde banken
- State Bank of Bikaner & Jaipur[3]
- State Bank of Hyderabad
- State Bank of Mysore
- State Bank of Patiala
- State Bank of Travancore